# محوطه تپهه سرپائین زورزومه
محوطه تپهه سرپائین زورزومه مربوط به دوران‌های تاریخی پس از اسلام است و در شهرستان رودسر، بخش رحیم‌آباد، روستای زورزومه واقع شده و این اثر در تاریخ ۲ بهمن ۱۳۸۲ با شمارهٔ ثبت ۱۰۷۱۷ به‌عنوان یکی از آثار ملی ایران به ثبت رسیده‌است.